# Muley Hacén

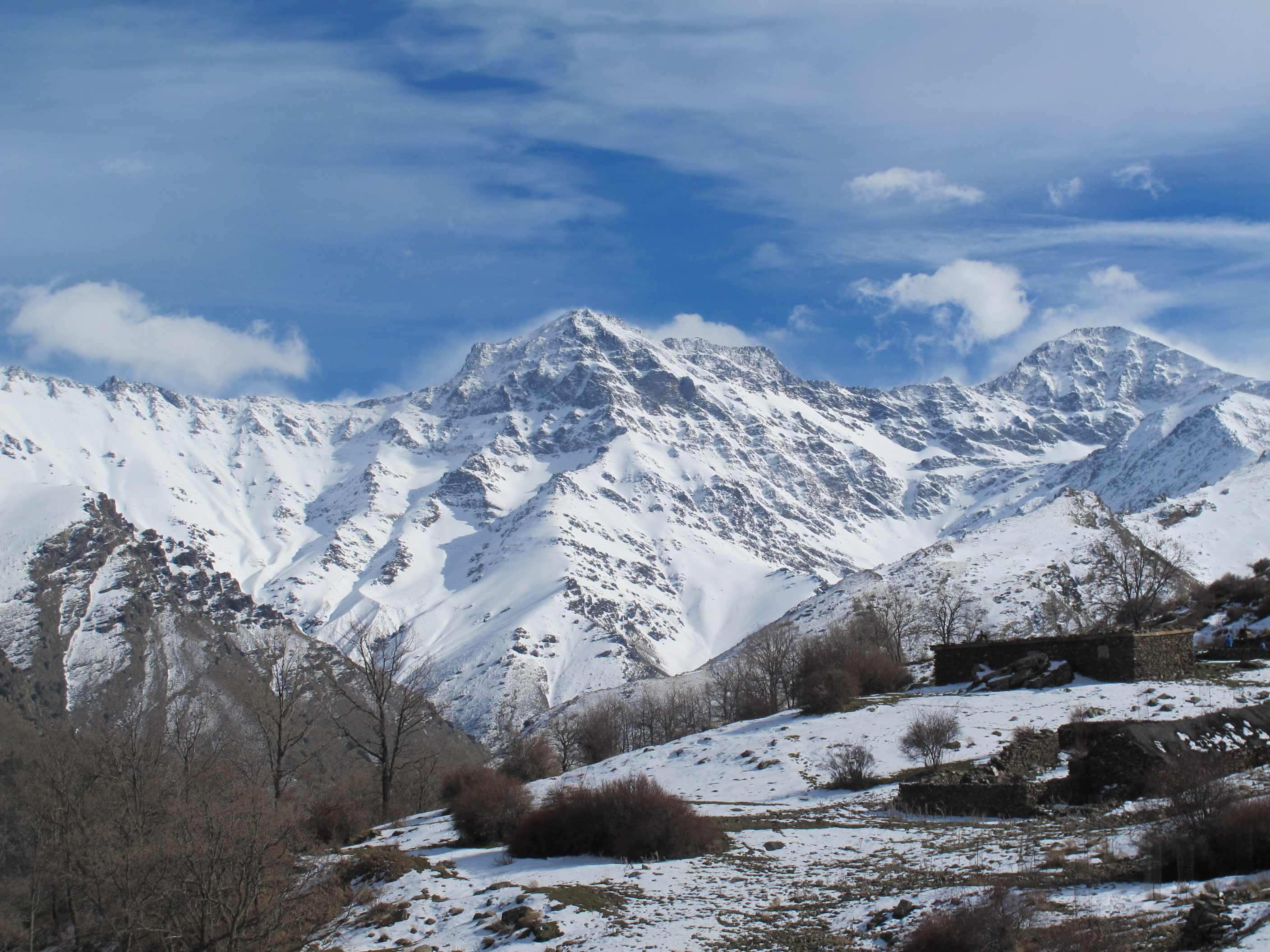
El pico Mulhacén, el punto más alto de la península ibérica, fue denominado así por este sultán granadino.

Abū ul-Ḥasan ‘Alī ibn Sa‘ad (en árabe: أبو الحسن علي‎; Granada, 1436-Almuñécar, octubre de 1485) fue un sultán del Reino nazarí de Granada, llamado Mulay Hasan o, por los cristianos, Muley Hacén o Mulhacén.

## Biografía
Nacido en Granada en 1436, creció bajo la protección de su padre, el sultán Abu Nasr Saad, siendo el mayor de sus hermanos el Zagal y Yúsuf. Intervino en las luchas civiles cuando el trono granadino le fue arrebatado a su padre por Muhámmed X. Para recuperarlo, su padre se haría vasallo del monarca cristiano Enrique IV y enviaría a su hijo a la Corte, donde aprendería castellano. El rey cumplió su palabra y entró en abril de 1455 en el Reino nazarí, llegando el 12 de mayo a hacer Muley Hacén de intérprete entre el monarca y su padre. Finalmente, derrocaron a Muhámmed X, quien fue ajusticiado en el Patio de los Leones de la Alhambra.
En marzo de 1458 se le encomienda el gobierno de Almería en representación de su padre. En marzo de 1464 su hermano llegó a escapar a Alcalá la Real y Jaén, territorio cristiano, por temor a que lo detuviera.

### Sultán de Granada
No iba desencaminado, pues Muley Hacén derrocó a su padre, a quien obligó a exiliarse en Málaga el 7 de septiembre. Enrique IV aprovechó el momento para atacar, por lo que Muley Hacen volvió a reconocer a su padre como sultán, aunque sin poderes efectivos y desde Almería. A pesar de ello, se firmó una tregua debido a los problemas de Enrique IV con los nobles castellanos. Su padre fallecería en agosto de 1465. El arraez de Málaga, Alquirzote, se sublevó contra el sultán en 1468, apoyado por Enrique IV, en una lucha que se prolongaría hasta 1473. Tras acabar con sus enemigos, el gobierno de Muley Hacén se fortaleció e incluso se acuñaron nuevas monedas.
Muley Hacén estaba casado con Aixa, con quien tuvo a tres hijos: Boabdil, Abu al-Hajjaj Yúsuf y Aixa. No obstante, en 1474 se casaría también con la cautiva cristiana Isabel de Solís, de quien se decía que había caído enamorado. Isabel se convertiría al Islam con el nombre de Zoraida y tuvo dos hijos con ella: Nasr, luego Juan de Granada, nacido en 1480, y Sa'ad, luego Hernando de Granada, nacido alrededor de 1480, quienes fueron tratados como príncipes reales, por lo que se mantuvieron en la Corte y el monarca les dotó de bienes propios como el Cortijo de Arenales y la heredad de Dar Aldefla. Este hecho propició grandes celos por parte de su esposa Aixa.

#### Guerra de Granada
Tras la muerte de Enrique IV en 1474, su hermana Isabel la Católica mantendría las treguas con los nazaríes debido a la guerra de sucesión castellana, que duraría hasta 1479. Muley Hacen, consciente de que la guerra había terminado, decidió adelantarse y conquistó la villa de Zahara de la Sierra el 27 de diciembre de 1481. Como represalia, Isabel conquistaría Alhama de Granada el 28 de febrero de 1482, comenzando la Guerra de Granada. Este fue un duro golpe para los nazaríes, quienes consideraban Alhama como punto estratégico entre Granada, Málaga y Ronda. En verano de ese año, Fernando el Católico intentaría tomar Loja, sin éxito. Aprovechando que Muley Hacén se encontraba en la batalla de Loja, su primogénito Boabdil aprovechó, junto con su madre Aixa y los abencerrajes, para apoderarse del trono granadino y Almería.
Muley Hacen tuvo que recluirse en Málaga junto a su hermano el Zagal, desde donde comenzaron sus incursiones a Ronda, Tarifa, Cañete y la Axarquía malagueña, que lograron recuperar. En 1483 lucharía contra su hijo Boabdil en Almuñécar, venciéndole. Para recuperar su prestigio perdido, Boabdil decidió atacar Lucena, en territorio cristiano, llegando a ser capturado en dicha batalla en abril de ese año. Los nobles de Granada decidieron entonces volver a proclamar a Muley Hacén como sultán.
Fernando el Católico aprovechó para crear discordia y liberó a Boabdil tras prometer no atacar a las villas que siguieran al hijo y no al padre. Muley Hacén, para contrarrestar el golpe, proclamó en octubre una fetua contra su hijo por haber pactado con los "infieles" cristianos. Las victorias y derrotas se sucedían entre ambos, aunque los cristianos consiguieron conquistar definitivamente en 1484 Álora, Alozaina y Setenil de las Bodegas. Muley comenzó a desarrollar epilepsia, perdiendo a veces parcialmente la vista, por lo que dejó a su hermano el Zagal a cargo de la defensa. En febrero de 1485, el Zagal consiguió recuperar Almería, a manos del hermano de Boabdil; aunque las fuerzas castellanas avanzaban en primavera conquistando Ronda, Cártama, Marbella y Fuengirola. El Zagal sería proclamado sultán de Granada el 17 de junio de 1485, mientras que Muley Hacén se encontraba ciego y enfermo.
Muley Hacén abandonó la corte y se trasladó a Almuñécar con sus hijos, falleciendo en octubre de 1485. Su cuerpo fue trasladado a la rauda de la Alhambra, cementerio de la dinastía nazarí hasta 1492, cuando la ciudad fue entregada por Boabdil a los Reyes Católicos y sus restos fueron trasladados a Mondújar.

## Influencia
- Una leyenda dice que, cansado y hastiado de su trato con los hombres, dispuso que a su fallecimiento fuese enterrado en el lugar más alto, cercano al cielo y alejado de la civilización: en el pico Mulhacén, y de ahí el nombre del pico de máxima altitud de la península ibérica. No obstante, desde entonces fueron muchas las búsquedas y catas que se han realizado en esta montaña para localizar la tumba del monarca y los tesoros que se suponía podía contener, pero nunca ha sido encontrada.[3]
- El poema anónimo del siglo XV Romance del rey moro que perdió Alhama trata sobre su persona.[4]
- En la serie Réquiem por Granada, emitida por La 1 de Televisión Española en 1991, fue interpretado por el actor Horst Buchholz.[5]
- En la segunda temporada de la serie Isabel, emitida por La 1 de Televisión Española en 2013, fue interpretado por el actor Roberto Enríquez.[6]